# Viola bridgesii
Viola bridgesii är en violväxtart som beskrevs av Nathaniel Lord Britton. Viola bridgesii ingår i släktet violer, och familjen violväxter. Inga underarter finns listade i Catalogue of Life.